# All the Way to Reno (You're Gonna Be a Star)
All the Way to Reno (You're Gonna Be a Star) è un brano della band alternative rock R.E.M.. La canzone è il secondo singolo estratto da Reveal, dodicesimo album del gruppo statunitense, pubblicato nel 2001.

## Tracce
UK CD
1. All The Way to Reno (You're Gonna Be a Star) - 4:44
2. Yellow River (Christie) - 2:36
3. Imitation of Life (live)1
4. Imitation of Life (live video)1

Australia CD
1. All The Way to Reno (You're Gonna Be a Star) - 4:44
2. 165 Hillcrest

## Classifiche
| Classifica (2001)               | Posizione massima |
| ------------------------------- | ----------------- |
| Germania                        | 92                |
| Italia                          | 31                |
| Regno Unito                     | 24                |
| Stati Uniti (adult alternative) | 8                 |